# Contesa Palatină Dorothea Sofia de Neuburg
Dorothea Sofia de Neuburg (5 iulie 1670 – 15 septembrie 1748) a fost Ducesă de Parma din 1695 până în 1727. A fost a șasea fiică a Electorului Palatin Philip Wilhelm de Neuburg și a celei de-a doua soții a acestuia, Elisabeta Amalia de Hesse-Darmstadt. 

## Biografie
Născută la Schloss Neuburg (Palatul Neuburg) ea a fost al paisprezecelea copil din cei șaptesprezece ai părinților ei. Trei dintre surorile ei au fost: Eleonore-Magdalena împărăteasă a Sfântului Imperiu Roman, Maria Sofia regină a Portugaliei și Maria Ana regină a Spaniei.
Dorothea Sofia a fost înaltă, blondă, cu ochi albaștri. Era cunoscută a fi arogantă, ambițioasă, autoritară și fără simțul umorului. 
La 17 septembrie 1690, ea s-a căsătorit cu Odoardo Farnese, Prinț Ereditar de Parma, moștenitor al tronului Ducatului de Parma și  Piacenza. În cei trei ani de căsătorie au avut doi copii, un fiu care a murit la un an și jumătate și o fiică, Elisabeta, viitoare regină a Spaniei.
Odoardo a murit la 6 septembrie 1693, la numai o lună după moartea fiului lor. Dorothea Sofia s-a recăsătorit cu fratele vitreg al lui Odoardo, Francesco Farnese, care a devenit Duce de Parma în 1694, când a murit tatălui lui. 
Căsătoria a fost decisă de Francesco însuși, care nu voia să renunțe la zestrea adusă de Dorothea Sofia, pe care a fi pierdut-o dacă ea s-ar fi măritat cu altcineva. Căsătoria a rămas fără copii.
Francesco a murit în 1727 și, când singurul său frate Antonio a murit fără copii în 1731, Ducatul de Parma a revenit nepotului cel mare al Dorotheei Sofia, tânărul în vârstă de 16 ani al Elisabetei de Parma, Infantele Carlos (viitorul rege Carol al III-lea al Spaniei). Dorothea Sofia a devenit regentă până în 1735, când Ducatul a fost cedat Austriei după Războiul polonez de succesiune.
Dorothea Sofia a murit la Parma în 1748 și a fost înmormântată la sanctuarul Santa Maria della Steccata.